# 沃夫尔河畔克罗宗
沃夫尔河畔克罗宗（法語：Crozon-sur-Vauvre，法語發音：[kʁozɔ̃ syʁ vovʁ]）是法国安德尔省的一个市镇，位于该省东南部，属于拉沙特尔区。

## 地理
沃夫尔河畔克罗宗（46°29'19"N, 1°52'13"E）面积27.69 平方千米，位于法国中央-卢瓦尔河谷大区安德尔省，该省份为法国中部省份，北起卢瓦-谢尔省，西北接安德尔-卢瓦尔省，西南接维埃纳省，南至克勒兹省和上维埃纳省，东临谢尔省。
与沃夫尔河畔克罗宗接壤的市镇（或旧市镇、城区）包括：拉福雷迪唐普勒、艾居朗德、拉比克塞雷特、沙西尼奥勒、克勒旺、圣但尼德茹埃。

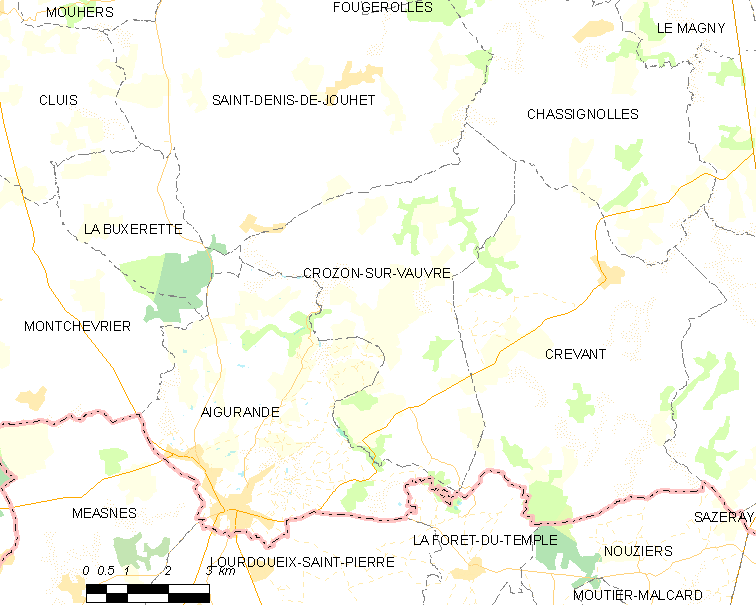
沃夫尔河畔克罗宗的OSM定位图

沃夫尔河畔克罗宗的时区为UTC+01:00、UTC+02:00（夏令时）。

## 行政
沃夫尔河畔克罗宗的邮政编码为36140，INSEE市镇编码为36061。

## 政治
沃夫尔河畔克罗宗所属的省级选区为讷维圣塞皮尔克县。

## 人口

1962-2008年间沃夫尔河畔克罗宗人口变化图示

沃夫尔河畔克罗宗于2022年1月1日时的人口数量为331人。